# Artur Augusto da Silva
Artur Augusto da Silva (São João Batista, Ilha Brava, 14 de Outubro de 1912 – Bissau, 11 de Julho de 1983) foi um advogado, jornalista e escritor Cabo-verdiano.

## Biografia
Nasceu na freguesia de São João Batista, na Ilha Brava, em Cabo Verde, a 14 de Outubro de 1912. Era filho de Henrique Augusto da Silva e de Margarida Benvinda Vieira da Silva, ambos também naturais da Ilha Brava. Viveu com os pais na Guiné (Farim) até aos 8 anos de idade e só regressou à Guiné quase 30 anos depois.
Foi aluno do Liceu Camões e em 1932 entrou no primeiro ano de Direito em Lisboa. Foi colega nomeadamente de Álvaro Cunhal que deve ter tido uma influencia muito positiva no posicionamento politico de Artur Augusto. Ainda estudante, foi Director da revista “Momento”, réplica lisboeta da coimbrã “Presença”, onde se propunha com outros literatos jovens abrir uma “Tribuna Livre” em que livremente se discutisse e todos pudessem falar. Foi amigo de Fernando Pessoa que lhe dedicou o livro “Mensagem”. Com o amigo Thomaz de Mello lança em 1936, a revista de Arte “Cartaz”. Contribuiu com poemas para a revista Cabo Verdiana “Claridade”.
Publicou vários artigos, fez reportagens, dirigiu saraus literários, organizou exposições de arte moderna, promoveu conferências culturais na Casa da Imprensa, na Sociedade Nacional de Belas Artes, no Grémio Alentejano e em vários outros locais de Portugal.
Licenciou-se em Direito em 1938. Em 1939, partiu para Angola, onde trabalhou como Secretário do Governador Geral. De 1941 a 1949 exerceu advocacia em Lisboa, em Alcobaça e em Porto de Mós.  
Em Outubro de 1945 participa com um grupo de opositores ao Estado Novo na criação do Movimento de Unidade Democrática que Salazar ilegaliza em 1947.
Já na Guiné, foi um dos intelectuais que trabalhou entre 1948 e 1948 para erguer o Colégio Liceu de Bissau (atual Liceu Nacional Kwame N'Krumah), que iniciou suas atividades em 1950, ainda ocupando umas salas do Museu da Guiné. Chegou a ser professor na instituição.
Em 1949, começa  a ser citado numa série de documentos da PIDE relativos a indivíduos suspeitos de pertencer ao Partido Comunista e com a repressão violenta nas eleições com Norton de Matos, antes de ser preso, parte para a Guiné onde foi advogado, notário e substituto do Delegado do Procurador da República. Foi também Membro do Centro de Estudos da Guiné, juntamente com Amílcar Cabral, de quem era grande amigo.
Visitou vários países africanos, recolhendo elementos que mais tarde lhe serviriam para escrever, entre outros livros, “Os Usos e Costumes Jurídicos dos Fulas”.
Um dos seus comprometimentos cívicos em que mais se empenhou consistiu em defender presos políticos. Foi defensor em 61 julgamentos, um deles com 23 réus, tendo tido apenas duas condenações. Durante estes julgamentos fazia questão de mostrar a incoerência das acusações da PIDE e sua capacidade no fabrico de provas falsas.
Em Dezembro 1965, Artur Augusto envia aos amigos um cartão de boas festas ao qual se juntava um conto de Natal. A PIDE numa nota desse mesmo mês declara que o advogado Artur Augusto Silva “tem prosápias de filosofo ... mas barato e pataqueiro”.
Em 1966, já em plena luta de libertação da Guiné, foi preso pela PIDE, no aeroporto de Lisboa. Meses mais tarde, por intervenção de Marcelo Caetano e de outros responsáveis políticos, que embora discordassem das suas ideias políticas o admiravam como homem de carácter, foi libertado, mas proibiram-lhe que regressasse à Guiné, sendo-lhe fixada residência em Lisboa.
Em 1967, Marcelo Caetano convidou-o para ir trabalhar como advogado na Companhia de Seguros Bonança. Também Adriano Moreira o convidou para leccionar no Instituto de Ciências Ultramarinas, o que ele recusou, fazendo ver ao portador do convite a incoerência de o terem prendido pelas suas ideias sobre o colonialismo português e depois o convidarem para leccionar matérias relacionadas com África.
Em 1976, de visita à Guiné-Bissau, foi convidado pelo então Presidente Luís Cabral para trabalhar como juiz no Supremo Tribunal de Justiça. Também leccionou Direito Consuetudinário na Escola de Direito de Bissau.
Faleceu em Bissau a 11 de Julho de 1983.

## Família
A 14 de outubro de 1940, casou civilmente em Lisboa com Clara Schwarz (Santa Isabel, Lisboa, c. 1915), doméstica, filha do engenheiro de minas Samuel Schwarz, padrinho de casamento, e de sua mulher Agatha Barbasch, doméstica, natural de Odessa. Deste casamento nasceram os futuros economistas Henrique Augusto Schwarz da Silva e João Schwarz da Silva e o futuro agrónomo guineense Carlos Schwarz da Silva.

## Obras
- 1931 - Mais Além (poesia)
- 1933 - Sensuais / Helena Maria, com o pseudónimo Júlia Correia da Silva (poesia)
- 1934 - Romance de Inês de Castro (romance)
- 1935 - Imagem: ensaios críticos
- 1935 - Viagem quase romântica (poemas)
- 1937 - António Soares
- 1938 - Jorge Barradas
- 1938 - O anel do amor : Siguefredo, Inês, Tristão e Iseu
- 1939 - Caminhos do mundo : crónicas de viagem
- 1939 - A moderna poesia Brasileira
- 1941 - A grande aventura (romance)
- 1944 - João Carlos: um artista do livro
- 1954 - Ensaio de estudo da introdução na Guiné das Cooperativas Agrícolas, Boletim Cultural da Guine
- 1954 - O direito Penal entre os Fulas da Guiné, 1954
- 1955 - Direito de Família e de Propriedade entre os Fulas da Guiné
- 1956 - Arte Nalu
- 1958 - Usos e costumes jurídicos dos Fulas da Guiné Portuguesa
- 1959 - Apontamentos sobre as populações oeste-africanas segundo os autores portugueses dos séculos XVI e XVII
- 1960 - Usos e costumes jurídicos dos Felupes da Guiné
- 1963 - Pequena Viagem através da África
- 1963 - Legislação do trabalho em vigor na Guiné
- 1966 - E depois não acreditam que ha bruxas ... alegações
- 1969 - Usos e costumes jurídicos dos Mandingas
- 2005 - Poemas – e o Poeta pegou num pedaço de papel e escreveu, Instituto Camões
- 2006 - O Cativeiro dos Bichos